# 時本美津子
時本 美津子（ときもと みつこ、1951年12月5日 - ）は、日本の女子プロボウラー。1975年7期生ライセンスNo173。相模原パークレーンズ（神奈川県相模原市）所属。通算タイトル35勝の永久シードプロ。JPBA公認A級インストラクター。身長165cm。血液型O型。右投げ。

## 人物
沖縄県出身。1975年プロ入りの女子7期生。ライセンスNo.173。1990年の第13回関西オープン女子で初優勝。
日本テレビのウッチャンナンチャンのウリナリ!!では、レギュラー陣と対戦したこともある。
テレビ東京のザ・スターボウリングにも度々出演していた。
1999年から2004年までの6年連続で、ポイントランキング・賞金女王を獲得している。
最近では2005年のジャパンカップで板倉奈智美と共に女子として初めて出場し、パーフェクトゲームを達成。同年の全日本プロ選手権で通算30勝目をあげた。
女子プロボウラー公認パーフェクトの達成回数で2位の14回を誇る。（1位は姫路麗の15回）
通算獲得賞金が1億4千万円を突破し女子歴代2位。
2018年日本プロボウリング殿堂に選出され殿堂入りを果たす。
70歳を超えた現在も現役としてトーナメントへ出場し活躍している。

## 優勝した大会
| 回数 | 年月       | 大会名                                                |
| 1    | 1990年5月  | 第13回関西オープンボウリングトーナメント              |
| 2    | 1990年6月  | 第14回ジャパンオープンボウリング選手権                |
| 3    | 1990年9月  | 第23回ブランズウィックオープンボウリングトーナメント  |
| 4    | 1990年10月 | 第7回神戸クイーンズオープントーナメント               |
| 5    | 1990年11月 | 東海女子オープンボウリングトーナメント                |
| 6    | 1991年6月  | 第15回ジャパンオープンボウリング選手権                |
| 7    | 1991年10月 | 第8回神戸クィーンズオープントーナメント               |
| 8    | 1992年1月  | RCC杯争奪女子プロボウリング広島大会                   |
| 9    | 1995年10月 | 第19回ジャパンオープンボウリング選手権                |
| 10   | 1997年11月 | '97セルシーオープンボウリングトーナメント             |
| 11   | 1997年11月 | '97群馬オープンレディースボウリングトーナメント       |
| 12   | 1999年6月  | ネピアカップ'99関東女子オープンボウリングトーナメント |
| 13   | 1999年7月  | BIGBOX東大和CUP                                       |
| 14   | 1999年9月  | 第23回ジャパンオープンボウリング選手権                |
| 15   | 1999年11月 | 第32回ブランズウィックオープン1999                    |
| 16   | 2000年4月  | 第16回六甲クィーンズオープントーナメント              |
| 17   | 2000年6月  | 軽井沢プリンスカップ                                  |
| 18   | 2000年9月  | 2000JLBCクィーンズオープン大津プリンスカップ          |
| 19   | 2000年10月 | 第23回関西オープンボウリングトーナメント              |
| 20   | 2000年10月 | 札幌プリンスカップ                                    |
| 21   | 2001年11月 | 第33回ブランズウィックオープン2000                    |
| 22   | 2001年6月  | 軽井沢プリンスカップ                                  |
| 23   | 2001年12月 | 第24回JLBCクイーンズオープン プリンスカップ           |
| 24   | 2002年5月  | 軽井沢プリンスカップ                                  |
| 25   | 2002年7月  | ルネスかなざわレディースオープン                      |
| 26   | 2002年9月  | 第26回ジャパンオープンボウリング選手権                |
| 27   | 2003年9月  | 第27回ジャパンオープンボウリング選手権                |
| 28   | 2004年6月  | 第27回イーグルクラシック                              |
| 29   | 2005年6月  | 第28回イーグルクラシック                              |
| 30   | 2005年12月 | 第37回全日本女子プロ選手権                            |
| 31   | 2006年10月 | DHCレディースボウリングツアー06/07第2戦               |
| 32   | 2013年12月 | 第36回JLBCクイーンズオープン プリンスカップ           |
| 33   | 2014年12月 | 第37回JLBCクイーンズオープン プリンスカップ           |
| 34   | 2019年10月 | ROUND1 GRAND CHAMPIONSHIP BOWLING 2019 JPBA決勝大会   |
| 35   | 2019年11月 | ROUND1 GRAND CHAMPIONSHIP BOWLING 2019 FINAL          |